# 群馬県道261号法師吹路線
群馬県道261号法師吹路線（ぐんまけんどう 261ごう ほうしふくろせん）は、群馬県利根郡みなかみ町永井字法師峠の法師温泉から同町吹路に至る県道である。

## 路線データ
- 起点：利根郡みなかみ町永井字法師峠650番（法師温泉）[注釈 1]
- 終点：利根郡みなかみ町吹路字上原300番の3（国道17号交点）[注釈 2]

## 歴史
大正時代に認定された国道9号「東京市ヨリ新潟県庁所在地ニ達スル路線」の一部にあたる。
- 1959年（昭和34年）9月18日：群馬県より現・道路法に基づき、県道法師吹路線（利根郡新治村大字永井字法師峠 - 一級国道17号線交点〈同郡同村大字吹路〉、整理番号65）が路線認定される[2]。
  - 同時に、前身路線にあたる県道後閑停車場法師線（利根郡月夜野町 後閑停車場 - 同郡新治村、整理番号8）が路線廃止される[3]。

## 地理

### 通過する自治体
- 群馬県
  - 利根郡みなかみ町

### 交差する道路
- 国道17号 - みなかみ町吹路（終点）

### 沿線
- 法師温泉
- 「オーロラの詩」の碑 - 登山家の山田昇・三枝照雄の追悼・顕彰のため建立されたケルン。
- 赤沢スキー場
- 永井宿

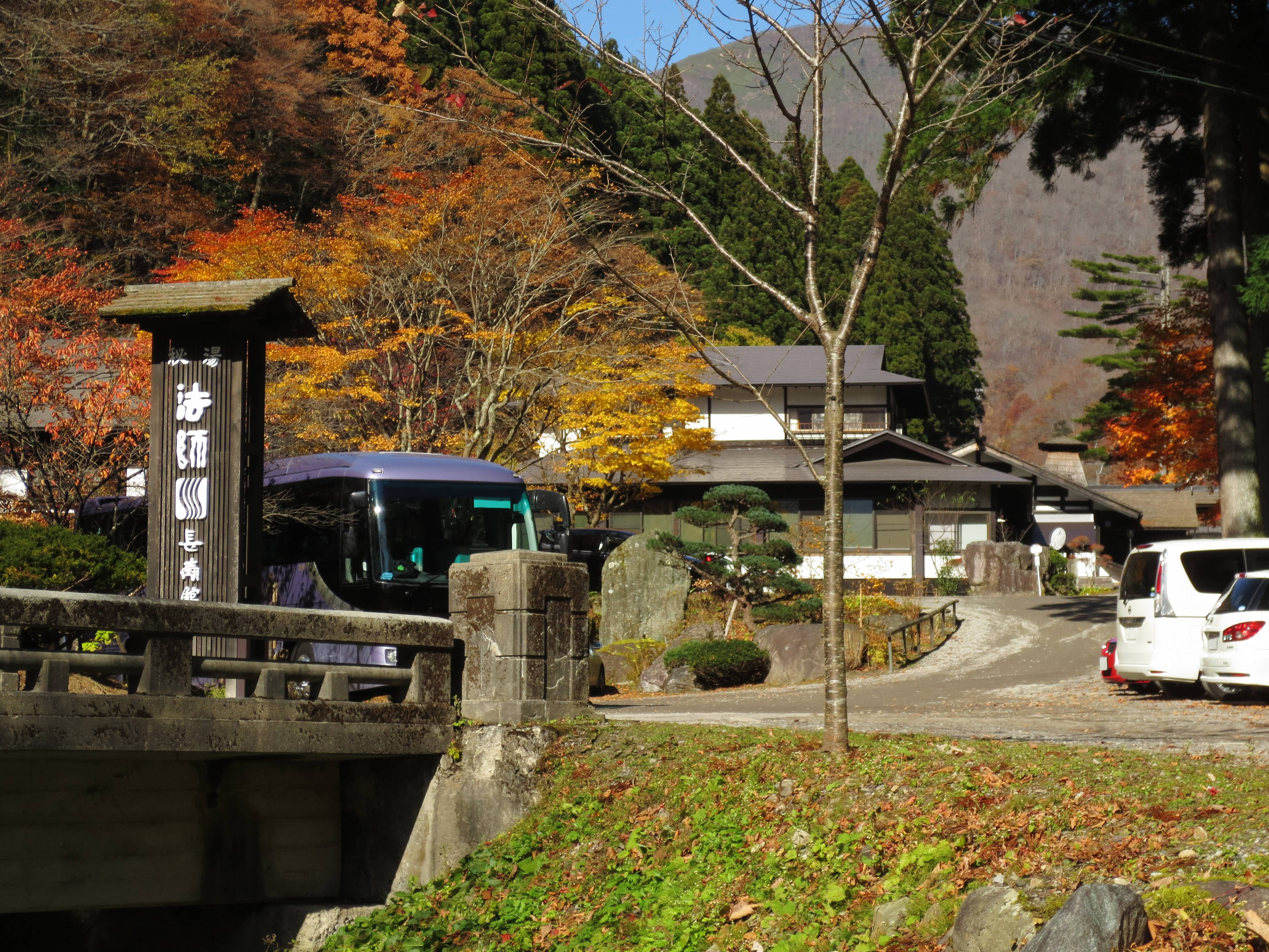
法師温泉・長寿館
「オーロラの詩」の碑
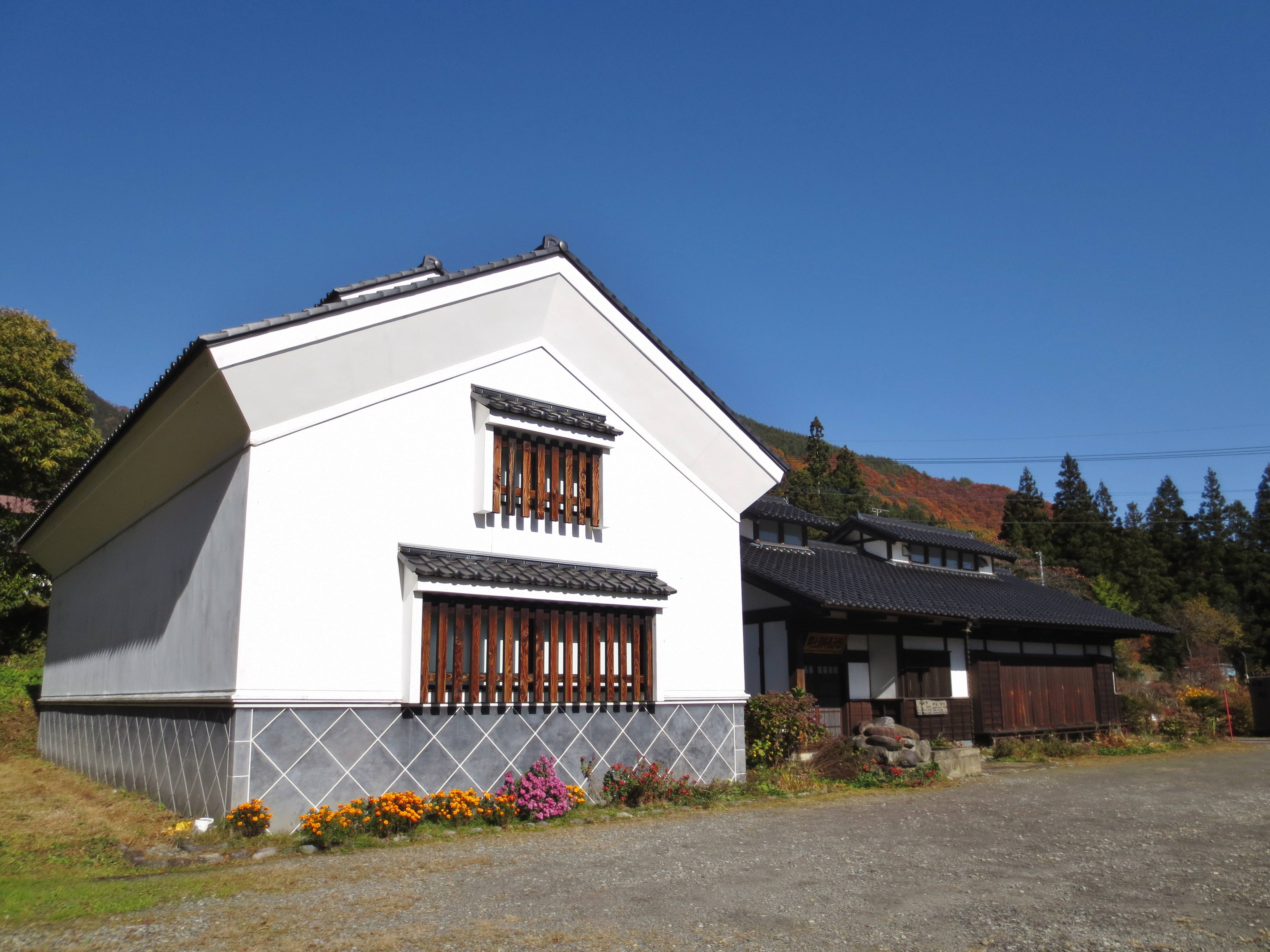
永井宿郷土館